# Slag bij Vaslui
De Slag bij Vaslui (ook wel de Slag bij Podul Înalt of Slag bij Racova) (10 januari 1475) was een slag tussen de Moldavische (Roemeense) vorst Stefanus III en de onderkoning Beylerbey van het Ottomaanse Rumelië, onder leiding van Hadân Suleiman Pasha. Het gevecht vond plaats bij Podul Înalt (de hoge brug), nabij de stad Vaslui in het vorstendom Moldavië (nu het oostelijke gedeelte van Roemenië), tussen Barnaba en Racovica. De Ottomanen met 60.000 - 120.000 manschappen stonden tegenover een Moldavische troepenmacht van 40.000 man, plus kleine aantallen geallieerden aan beide kanten.
Stefan versloeg de Ottomanen, waardoor hij "de grootste, door het Kruis gesteunde man tegen de islam" werd genoemd. Er waren veel slachtoffers, zeggen Venetiaanse en Poolse bronnen, met minstens 40.000 doden aan de Ottomaanse kant. Maraym Khanum (Mara Brankovic), de vroegere jongere vrouw van Murad II, zei dat de invasie de ergste nederlaag op dat ogenblik van de Ottomanen was. Stefan werd later door paus Sixtus IV de "Athleta Christi" (Kampioen van Christus) genoemd. De Poolse kroniekschrijver, Jan Długosz, ontving Stefan na zijn overwinning met deze woorden:
Prijzenswaardige held, in geen opzicht is hij inferieur aan andere heldenmilitairen die wij hebben bewonderd. Hij was de eerste tijdgenoot onder de heersers van de wereld om de Turken met zekerheid te overwinnen. Naar mijn mening, is hij het meest waardig om een coalitie van christelijk Europa tegen de Turken te leiden.
Volgens Długosz, vierde Stefan zijn overwinning niet. In plaats daarvan, vastte hij veertig dagen op water en brood en verbood iedereen de overwinning aan hem toe te schrijven. Dit mocht alleen de "Heer" doen.